# Любомир (футбольный клуб)
«Любомир» (укр. Любомир) — украинский футбольный клуб из посёлка Ставище, Киевская область. Домашние матчи проводил на стадионе «Колос»

## Названия
- 2004—2009 — «Любомир»
- 2009—2016 — «Хилд-Любомир»
- 2016—2022 — «Любомир»

## История

Эмблема клуба до 2021 года

Спортивная школа «Любомир» в Ставище была создана в 2004 году, как социальный проект по привлечению сельской молодёжи к спорту. Первоначально были созданы специализированные спортивные классы на базе местных учебно-воспитательных комплексов, в которых ученики, помимо футбольных тренировок, получали теоретическую подготовку. Позже были сформированы команды различных возрастов, в том числе и взрослая, которая была заявлена для участия в чемпионате Киевской области. Первым успехом клуба стали бронзовые награды первенства Киевщины, завоёванные в сезоне 2008 года. Уже в 2010 году «Любомир» впервые стал серебряным призёром чемпионата области. В 2020 году команда дебютировала на всеукраинском уровне, заявившись для участия в любительском чемпионате Украины. В 2021 году клуб прошёл аттестацию для получения возможности выступать во Второй лиге чемпионата Украины. Дебютную игру на профессиональном уровне «Любомир» провёл 25 июля 2021 года, на стадионе «Юбилейный» в Буче уступив галичским «Карпатам» со счётом 0:3
В 2022 году, после вторжения в Украину российских войск руководством клуба было принято решение приостановить выступления в чемпионате Украины

## Стадион
Домашней ареной клуба является стадион «Колос» в Ставище, однако, после начала выступлений во Второй лиге, в связи с неудовлетворительным состоянием ставищенского стадиона, команда проводит матчи на «Юбилейном» в Буче. Также, в качестве домашнего стадиона «Любомира» заявлен стадион спорткомплекса Национального университета биоресурсов и природопользования в Киеве.

## Достижения
- Чемпионат Киевской области
  - Серебряный призёр: 2010
  - Бронзовый призёр: 2008

## Главные тренеры
- Максим Штаер (2011—2014)
- Артём Ильичёв (2015—2020)
- Виталий Билоконь (2020)
- Александр Гончаров (2021)
- Вадим Лазоренко (2021—2022)